# Plymouth Hoe Memorial
Plymouth Hoe Memorial är ett monument i Storbritannien.   Det ligger i staden Plymouth och riksdelen England, i den södra delen av landet, 300 km väster om huvudstaden London. 